# Depeche Mode: M
Depeche Mode: M es un documental del dueto inglés de música electrónica Depeche Mode (David Gahan y Martin Gore) dirigido por Fernando Frías a estrenarse a fines de 2025, el cual recoge material de tres conciertos realizados en la Ciudad de México los días 21, 23 y 25 de 2023, correspondientes a la gira Memento Mori World Tour, con motivo del álbum Memento Mori también de 2023. En esas fechas, la banda encontró el aforo más grande de la gira, pues solo en esas tres noches asistieron cerca de 200,000 personas.
Es el primer video de la banda dirigido por un mexicano. Este promete mezclar imágenes de los tres conciertos llenos en el Foro Sol de Ciudad de México en septiembre de 2023, explorando los paralelismos entre los temas del décimo quinto álbum de estudio de la banda y la profunda conexión con la muerte y la mortalidad en la cultura mexicana, de acuerdo con la comunicación dada a conocer.
El título del documental es solo M, inspirado en el título del álbum Memento Mori, doble M, así como la realización de los conciertos en México. En el escenario de los conciertos de la gira Memento Mori World Tour había una letra M gigante.
Como el álbum Memento Mori, es el primer documental de la banda conformada solo como dueto, tras el fallecimiento en 2022 de Andrew Fletcher, quien no alcanzó a participar en el mismo. Es, además, el primer documental del grupo dirigido por un mexicano.
El documental se estrenó en el Festival de Cine de Tribeca en Nueva York en junio de 2025, en donde asimismo ambos integrantes del grupo junto con el director hablaron de su realización.
Para octubre de 2025, el documental tendrá corrida comercial en cines, incluso en formato IMAX.